# Psila magna
Psila magna är en tvåvingeart som beskrevs av Shatalkin 1983. Psila magna ingår i släktet Psila och familjen rotflugor. Inga underarter finns listade i Catalogue of Life.